# Kolonia Łojki
Kolonia Łojki – przysiółek wsi Konradów w Polsce, położony w województwie śląskim, w powiecie częstochowskim, w gminie Blachownia.
W latach 1975–1998 przysiółek administracyjnie należał do województwa częstochowskiego.